# FQFT
Die finite Quantenfeldtheorie (FQFT) ist ein Versuch, mit den klassischen Schwierigkeiten der Quantenfeldtheorie (QFT) fertigzuwerden.
Eine dieser klassischen Schwierigkeiten ist die UV-Katastrophe, die in der klassischen Theorie durch eine Renormierung behandelt wird. Probleme dabei sind konzeptioneller und mathematischer Art: Zum einen erhält man so eine Theorie, in der viele Elemente ad hoc oder aus experimentellen Erfahrungen eingesetzt werden müssen, zum anderen gehen viele der Theorie intrinsische Symmetrien verloren, die nach der Renormierung „von Hand“ wieder rekonstruiert werden müssen. Die Schwierigkeiten sind vorwiegend auf mathematische Tatsachen zurückzuführen. Dazu gehört zum Beispiel die Tatsache, dass im Allgemeinen Distributionen im Gegensatz zu Funktionen keine Algebra bilden (zum Beispiel sollte eine Delta-Distribution nicht potenziert werden).
Die FQFT umgeht dieses Problem durch die sogenannte kausale Störungstheorie, die von Ernst Carl Gerlach Stueckelberg, Nikolai Nikolajewitsch Bogoljubow, dem Physiker Henri Epstein und Wladimir Glaser entwickelt wurde. Dabei wird die S-Matrix Ordnung für Ordnung konstruiert:
{\displaystyle S(h)=1+\sum _{n=1}^{\infty }{\frac {1}{n!}}\int d^{4}x_{1}\ldots d^{4}x_{n}T_{n}(x_{1},\ldots ,x_{n})h(x_{1})\cdot \ldots \cdot h(x_{n})}
wobei {\displaystyle h(x)} eine temperierte Testfunktion ist und die {\displaystyle T_{n}(x_{1},\ldots ,x_{n})} operatorwertige Distributionen sind. Die erste Ordnung {\displaystyle T_{1}(x_{1})} spezifiziert dabei das Modell. Alle höheren Ordnungen werden nun induktiv konstruiert, wobei die Kausalität eine wesentliche Rolle spielt. Die Methode von H. Epstein und W. Glaser besteht nun darin, Distributionen mit Träger auf einem generalisierten Vorwärts- und Rückwärtslichtkegel kausal korrekt aufzusplitten (was im Impulsraum bei Theorien mit massiven Feldern durch ein Dispersions-Integral durchgeführt werden kann). Dieses kausale Aufspalten der in der induktiven Konstruktion auftretenden operatorwertigen Distributionen entspricht im Wesentlichen der Zeitordnung von Operatorprodukten, und bei korrekter Behandlung des Problems treten keine UV-Divergenzen auf. Die Konstruktion ist im Allgemeinen jedoch nicht eindeutig: lokale operatorwertige Distributionen, deren Träger auf der sogenannten Diagonalen {\displaystyle x_{1}=\ldots ...=x_{n}}
liegen, können zu den {\displaystyle T_{n}(x_{1},\ldots ,x_{n})} gegebenenfalls addiert werden. Die Form dieser lokalen Distributionen ist aber eingeschränkt durch deren Skalenverhalten und allgemeine Symmetriebedingungen (zum Beispiel die Poincaré-Symmetrie). Die FQFT wurde erfolgreich auf diverse Modelltheorien,
aber auch auf (massive) Eichtheorien wie
z. B. das Standardmodell der Elementarteilchenphysik angewendet.
Während der Berechnung der störungstheoretischen S-Matrix werden die {\displaystyle h(x)} allgemein belassen, und am Schluss kann der adiabatische Limes {\displaystyle h(x)\rightarrow 1} durchgeführt werden, bei dessen Berechnung die Infrarot-Divergenzen kontrolliert und Wirkungsquerschnitte endlich berechnet werden können.

## Entwicklungsmöglichkeiten
Die FQFT ist eine sehr allgemeine Theorie, die nun in verschiedene Richtungen weiterentwickelt werden kann. Erwähnenswert ist der Ansatz, in der nicht von klassischen Feldern und den entsprechenden Lagrange-Funktionen ausgegangen wird, sondern allgemeine Skalar-, Vektor- und Tensor-Felder quantisiert werden. Zusammen mit geeigneten geometrischen Eichbedingungen lässt sich zum Beispiel die Theorie der elektroschwachen Wechselwirkung konstruieren. Dabei folgen die Existenz des Higgs-Bosons oder eines Higgs-Sektors automatisch aus der Theorie und müssen nicht „von Hand“ in der
Theorie eingeführt werden.
Weiter lässt sich die FQFT auf krummlinige Koordinaten verallgemeinern, was eventuell den Anschluss an die Quantengravitation ermöglichen kann.

## Beurteilung
Der wesentliche Vorteil der FQFT besteht darin, dass die Theorie vom mathematischen Standpunkt als
perturbative Theorie wohldefiniert ist. Ein interessantes Anwendungsgebiet dieser Theorie könnte in der Beurteilung von höherdimensionalen Theorien wie der Stringtheorie liegen, da diese in einer geeigneten Reduktion der Dimensionen auf eine (mathematisch korrekte) QFT zurückführen sollten.
Die Methoden, die dabei verwendet werden, sind der Fachwelt bis dato weniger geläufig. In der Fachwelt werden viele Berechnungen mit Hilfe von Pfadintegralen (Feynman-Diagramme) durchgeführt, die in der FQFT keine Anwendung finden.